# هندسة انقباضية
في الرياضيات، الهندسة الانقباضية (بالإنجليزية: Systolic geometry)‏ هي دراسة الثوابت الانقباضية للتشعبات ومتعددة السطوح، كما تصورها في البداية تشارلز لوينر وطورها ميخائيل غروموف، ومايكل فريدمان، وبيتر سارناك، وميخائيل كاتس، ولاري جوث، وآخرين، في حسابها، وتكرارها، والمظاهر الطوبولوجية. انظر أيضًا مدخل إلى الهندسة الانقباضية.